# Jósean Figueroa
Jósean Figueroa (1969, San Juan, Puerto Rico) - es un artista y escritor puertorriqueño. 

## Educación
Figueroa estudió arquitectura en la Universidad de Puerto Rico (1988-1994), graduándose con un bachillerato en diseño. En pintura (al óleo) es autodidacta, concentrándose sus estudios (1992-1995) en una exploración de las técnicas del realismo barroco, según ejemplificados en Velázquez y Vermeer.1

## Obra pictórica
La carrera pictórica de Jósean Figueroa comenzó en 1996, paricipando en exposiciones colectivas en galerías comerciales de San Juan, Puerto Rico. En 1999 formó parte de la exhibición Arte Joven, del Museo de Arte de Ponce.  Además de exhibir en múltiples colectivas y ferias de arte, cuenta con tres exposiciones individuales, en 2004, 2005 y 2009.  
La obra de Figueroa responde al parámetro conceptual de establecer una simbiosis entre el clasicismo y el modernismo. En específico, esta concepción busca sintetisar la concepción clásica del arte de la pintura como la creación de la ilusión de espacio y la representación la luz, con el concepto de rompimiento y composición multivalente surgida en el modernismo. Este concepto rector se ha manifestado de varias maneras, conduciendo a varios estilos y series pictóricas distintas.  En términos técnicos la pintura de Figueroa manifiesta un claro dominio del realismo y del lado oscuro, que le otorgan a su pintura logrados efectos de profundidad. 
Entre los artistas que han influenciado en la obra de Figueroa sobresalen El Greco, Velázquez, Vermeer, Arcimboldo, Juan Gris, de Chirico y Dalí.

## Obra literaria
La obra literaria de Figueroa consiste tanto de narrativas ficcionales, como de estudios sobre literatura y teoría arquitectónica. Si bien la primera colección de cuentos cortos por Figueroa, Apolo en la Forja de Vulcano, fue confeccionada entre 1995 y 1998, esta no fue publicada hasta el 2008.  Por su parte, Codex Borges, una colección de ensayos filosóficos sobre Jorge Luis Borges fue publicada en 2011.  En el 2013 publica Los Caballeros de Lanad'Or, una novela donde la historia del imperio español es tratada como si fuese una novela de caballerías.
Los escritos sobre teoría arquitectónica de Figueroa se han concentrado en definir la metodología de diseño correspondiente a la arquitectura orgánica, según ejemplificada en la obra de Henry Klumb y Frank Lloyd Wright.  En este aspecto se puede argumentar que Figueroa es el primer investigador que realmente ha logrado describir coherentemente la metodología de diseño de Frank Lloyd Wright, en relación con como alcanza un sentido de integración entre edificio y entorno, en los parámetros de función, cubierta, forma y espacio.  Mas aún, constituye un descubrimiento original el haber encontrado que dicha metodología obedece a una estructura fractal.  Aparte de publicaciones previas de autoría compartida y de breves artículos en revistas especializadas, estos análisis arquitectónicos se encuentran presentados en el texto Wright, Klumb: Principia Arquitectónica Fractal Integral, publicado en 2011.
- Apolo en la forja de Vulcano (2008), Editorial Fi, ISBN 978-1-59608-589-3
- "Codex Borges" (2011), Editorial Fi
- Henry Klumb: Principios para una arquitectura de integración (2007), Colegio de Arquitectos de Puerto Rico, ISBN 1-59608-339-5.
- Integración Fractal: Wright, Klumb y una metodología para la arquitectura orgánica (2009), Revista arq.i.tec, volumen 3.3, p.36.
- "Wright, Klumb: Principia Arquitectonica Fractal Integral" Editorial Fi
- "Los Caballeros de Lanad'Or, 2013
- "Wright - Klumb: Fractal Integral Architecture", 2014